# 五通桥区
29°24′22″N 103°48′37″E / 29.40611°N 103.81028°E
五通桥区是中国四川省乐山市所属的一个市辖区。总面积474平方公里，人口约32万。五通桥属亚热带季风湿润气候，全年四季分明，年平均气温17.32℃，年均日照1119.7小时，年均降雨量1930.6毫米，全年无霜期334.5天。

## 历史沿革
五通桥区原属犍为县。
1951年10月，以犍为县第八区成立五通桥市，隶川南行政区乐山专区。
1952年8月，犍为县第九区（西坝片）划归五通桥市管辖。
1959年3月，撤销五通桥市，并入乐山县，为乐山县五通桥区。
1962年7月，恢复五通桥市建制，直隶乐山专区。
1964年5月，改五通桥市为五通桥区，为乐山专区直辖区。
1978年5月，五通桥区与乐山县合并，成立乐山市（县级），为乐山地区乐山市五通桥区。
1985年5月，乐山撤地设市，五通桥区为县级区，隶属乐山市。

## 行政区划
五通桥区下辖8个镇：
竹根镇、牛华镇、金粟镇、金山镇、西坝镇、冠英镇、蔡金镇和石麟镇。

## 交通
- 213国道过境。

## 资源经济
五通桥所在地区地下盐卤资源丰富，储量在20亿立方左右。盐磷化工发达，当地拟发展年产化工品工业用盐200万吨、纯碱100万吨、烧碱100万吨、氯碱化工及精细化工产品80万吨的化工产业。

## 风景名胜
- “小西湖——桫椤峡谷”省级风景名胜区：
  - “小西湖”景区：“小西湖”水域面积达0.64平方公里，已建档挂保护牌号的古树1172株。
  - 桫椤峡谷风景区：位于西坝镇东南方向5公里，是迄今为止已发现的规模最大的桫椤原生种群。[4]

- 西坝镇

## 特产
五通桥豆腐乳：中国地理标志产品。